# Quận La Plata, Colorado
Quận La Plata là một quận thuộc tiểu bang Colorado, Hoa Kỳ.
Quận này được đặt tên theo tiếng Tây Ban Nha có nghĩa là bạc. Theo điều tra dân số của Cục điều tra dân số Hoa Kỳ năm 2000, quận có dân số 43.941 người, ước tính dân số năm 2006 là 47.936 . Quận lỵ đóng ở Durango.

## Địa lý
Theo Cục điều tra dân số Hoa Kỳ, quận có diện tích 4403 km2, trong đó có 20 km2 là diện tích mặt nước.